# Kőajtó-barlang
A Kőajtó-barlang bazaltban kialakult barlang.

## Leírás
Nagygörbő szélén, a Kovácsi-hegy Bazaltutcájában található. Nagygörbőről D felé indul a 2 km-es portalanított üzemi út egy kőbányához, mely találkozási pont, parkolóhely lehet a barlang felkeresésekor. A bánya üzemi épületeitől jobbra, Ny felé, a meddőhányó aljánál elhaladva vezet az út a Bazaltutcába. A nagygörbői bányától kb. 450 m-re található az üreg, ahol a Bazaltutca már két párhuzamos repedésrendszerré vált. A felső (DK-i), kisebb, úgynevezett mellékutca törmelékborította, hegy felőli aljában, alacsony sziklafal tövében, a Vadlán-liktól kb. 40 m-re, DNy-ra található a barlang. Aknaszerű bejárata a szürke bazalt nagyméretű tuskói közül nyílik lefelé.
A bejárati nyílás 90×30 cm, ezen átbújva 1,1 m-re elérhető a barlang alja. A barlang egy nagyjából É-D-i irányú hosszanti kúszójárat. Magassága 40 és 90 cm között változik. K-i fala egybefüggő, hatalmas bazaltlap, Ny-i fala és mennyezete több nagy bazalttuskóból áll. Szélessége átlagosan 60–80 cm, de van 30 cm szűk rész is benne. Alján kőtörmeléket alig tartalmazó kitöltés van. A barlang hossza 6,5 m. Bejárásához segédeszközre nincs szükség, de egy elemlámpa hasznos lehet. Aljának kitöltése ásatásra alkalmas. Faunisztikai és paleontológiai kutatása biztatónak látszik.
A barlang genetikailag a vulkáni kőzetekben másodlagos úton létrejövő üregek csoportjába tartozik, ezen belül atektonikus barlang. A barlang K-i falától eltávolodott és az annak nekitámaszkodó kőtömbök hézaga alkotja az üreget.
Élővilágából korongcsigákat (Aegopis verticillus), barlangi keresztespókokat (Meta menardi), vörös csipkésbagoly lepkéket (Scoleopteryx libatrix) és iszapszúnyogokat (Limonia nubeculosa) vettek észre Eszterhás Istvánék.
Előfordul a barlang az irodalmában Kőajtós-barlang (Eszterhás 1989) néven is.

## Kutatástörténet
A barlangot Eszterhás Istvánék 1985. szeptember 14-én találták meg, illetve tárták fel. Bejárata ekkor még nem látszott, de kőtuskók fedte mennyezetének résein beláttak a barlangba. A legoptimálisabbnak látszó helyen nagykalapáccsal részben szétvertek egy nagyobb követ, mely aztán becsúszott az üregbe. Ezáltal megnyílt a barlang, kinyílott a kőajtó, amiről aztán a nevét kapta a barlang.
Eszterhás István Magyarország nemkarsztos barlangjainak listája című, 1989-ben készült kéziratában az olvasható, hogy a Bakony hegységben, a 4440-es barlangkataszteri területen, Nagygörbőn lévő Kőajtós-barlang bazaltban alakult ki. A barlang 6,5 m hosszú és 1 m mély. A listában meg van említve az a Magyarországon, nem karsztkőzetben kialakult, létrehozott 220 objektum (203 barlang és 17 mesterséges üreg), amelyek 1989. év végéig váltak ismertté. Magyarországon 40 barlang keletkezett bazaltban. Az összeállítás szerint Kordos László 1984-ben kiadott barlanglistájában fel van sorolva 119 olyan barlang is, amelyek nem karsztkőzetben jöttek létre.
Az Eszterhás István által írt Magyarország nemkarsztos barlangjainak lajstroma című, 1993-ban készült kéziratban meg van említve, hogy a Bakony hegységben, a 4440-es barlangkataszteri területen, Nagygörbőn helyezkedik el a Kőajtós-barlang. A bazaltban keletkezett barlang 6,5 m hosszú és 1 m mély. Az összeállításban fel van sorolva az a Magyarországon, nem karsztkőzetben kialakult, létrehozott 520 objektum (478 barlang és 42 mesterséges üreg), amelyek 1993 végéig ismertté váltak. Magyarországon 49 barlang, illetve mesterségesen létrehozott, barlangnak nevezett üreg alakult ki, lett kialakítva bazaltban. A Bakony hegységben 123 barlang jött létre nem karsztkőzetben.

## További irodalom
- Eszterhás István: Die Basalthöhlen der Tátika- und Kovácsi-berg. Arbeitsmaterial der Höhlenforscher, 19. Jahrgang. 1987. DWBO Dresden. 11. old.